# Galerija Studin
Galerija Studin, umjetnička galerija u Kaštelima.
Prva je muzejsko-galerijska ustanova na području Kaštela. Početni fond činila je zbirka skulptura kipara Marina Studina. Zbirka je 1983. godine prenesena iz ondašnjeg splitskog Muzeja revolucije u Studinov rodni Kaštel Novi. Godine 1988. osnovana je Galerija Studin. Godine 1992. dobila je novi status i postala je Zavičajni muzej Kaštela. Godine 1999. preregistrirana je u Muzej grada Kaštela. Od tada je nova lokacija muzeja u kaštelu Vitturiju u Kaštel Lukšiću.